# Ерюхин, Игорь Александрович
И́горь Алекса́ндрович Ерю́хин (28 декабря 1936, Ленинград — 8 октября 2014, Санкт-Петербург) — советский и российский военный хирург; доктор медицинских наук, профессор; начальник кафедры военной-полевой хирургии Военно-медицинской академии им. С. М. Кирова (1985—1996), генерал-майор медицинской службы; член-корреспондент РАМН (2000), заслуженный деятель науки Российской Федерации (1992), лауреат премии Правительства Российской Федерации 2002 года в области науки и техники.

## Биография
С 1960 г., окончив Военно-медицинскую академию имени С. М. Кирова, служил войсковым врачом в Ферганской воздушно-десантной дивизии. C 1964 г. — адъюнкт кафедры общей хирургии Военно-медицинской академии, с 1967 г. — старший ординатор, затем преподаватель этой же кафедры. С 1971 г. — преподаватель, с 1977 г. — начальник кафедры хирургии № 2 (для усовершенствования врачей); одновременно исполнял обязанности главного хирурга больницы № 21 им. И. Г. Коняшина.
В 1985—1996 гг. — начальник кафедры военно-полевой хирургии академии, с 1996 г. — профессор кафедры. Академик (1999) и почётный доктор Военно-медицинской академии.
Похоронен на Серафимовском кладбище Санкт-Петербурга.

## Научная деятельность
В 1967 г. защитил кандидатскую, в 1976 г. — докторскую диссертацию.
Основные направления исследований — острая ишемия конечностей, неотложная абдоминальная хирургия, организация оказания хирургической помощи на войне, медицина катастроф, хирургическая инфекция.
Создатель и первый председатель Ассоциации хирургов Санкт-Петербурга. Являлся членом Высшей аттестационной комиссии, председателем и почётным председателем Хирургического общества Пирогова; председателем диссертационного совета академии по хирургическим специальностям. Создатель и главный редактор журнала «Инфекции в хирургии» (2003—2014), заместитель главного редактора журнала «Вестник хирургии имени И. И. Грекова» (более 25 лет).
Подготовил 12 докторов и 22 кандидата наук. Автор более 300 научных работ, в том числе монографий, учебников, руководств.

Могила Ерюхина на Серафимовском кладбище Санкт-Петербурга.

### Избранные труды
Источник — электронные каталоги РНБ
- Ерюхин И. А. Декомпрессивные венные анастомозы в хирургическом лечении портальной гипертензии : Автореф. дис. … д-ра мед. наук. — Л., 1975. — 32 с.
- Ерюхин И. А. Лечебно-диагностические и теоретические проблемы экстремальных состояний при болевой травме : Акт. речь 29 дек. 1992 г. в день 149-й годовщины Акад. /Воен.-мед. акад. — СПб. : Б. и., 1992. — 34 с.
- Ерюхин И. А. О патогенезе, путях профилактики и лечения осложнений острой ишемии конечностей : (Эксперим. исследование) : Автореф. дис. … канд. мед. наук. — Л., 1968. — 21 с.
- Ерюхин И. А. Экстремальное состояние организма : Элементы теории и практ. проблемы на клинич. модели тяжелой сочетан. травмы. — СПб. : Эскулап, 1997. — 294 с.
- Ерюхин И. А. Эндотоксикоз в хирургической клинике. — СПб. : Logos, 1995. — 304 с.
- Ерюхин И. А., Белый В. Я., Вагнер В. К. Воспаление как общебиологическая реакция : На основе модели острого перитонита / Под ред. А. М. Уголева. — Л. : Наука, 1989. — 262 с.
- Ерюхин И. А., Петров В. П., Ханевич М. Д. Кишечная непроходимость. Рук. для врачей. — 2-е изд., перераб. и доп. — СПб. и др. : Питер, 1999. — 443 с. — (Практическая медицина).
- Хирургические инфекции : Руководство / Под ред. И. А. Ерюхина и др. — СПб. и др. : Питер, 2003. — 853 с. — (Серия «Спутник врача»).
  - Хирургические инфекции. практическое руководство / Под ред. И. А. Ерюхина [и др.]. — Изд. 2-е, перераб. и доп. — М.: Литтерра, 2006. — 735 с. — (Практические руководства). — (Библиотека хирурга).

## Награды и признание
- орден Красной Звезды
- медали РФ и СССР
- заслуженный деятель науки Российской Федерации (1992)
- премия Правительства Российской Федерации в области науки и техники (2002) — за разработку и внедрение в клиническую практику новых технологий диагностики и лечения хирургических гнойно-септических заболеваний и осложнений[2].